# Amata similis
Amata similis là một loài bướm đêm thuộc phân họ Arctiinae, họ Erebidae.